# Tradescantia bracteata
Espèce
Classification APG III (2009)
Tradescantia bracteata est une des 75 espèces de Tradescantia. Elle est originaire du nord et du centre des Grandes Plaines (en : Great Plains) et de la vallée  du Mississippi, des régions des États-Unis, de l'Arkansas et l'Oklahoma du nord jusqu'au Minnesota et au Montana, avec quelques populations isolées plus à l'est,. On la cultive pour ses fleurs bleues ou violettes qui fleurissent de mai à juillet aux États-Unis. Elle se distingue des autres espèces par sa taille réduite et ses filaments chevelus glandulaires sur les pédicelles et les sépales.

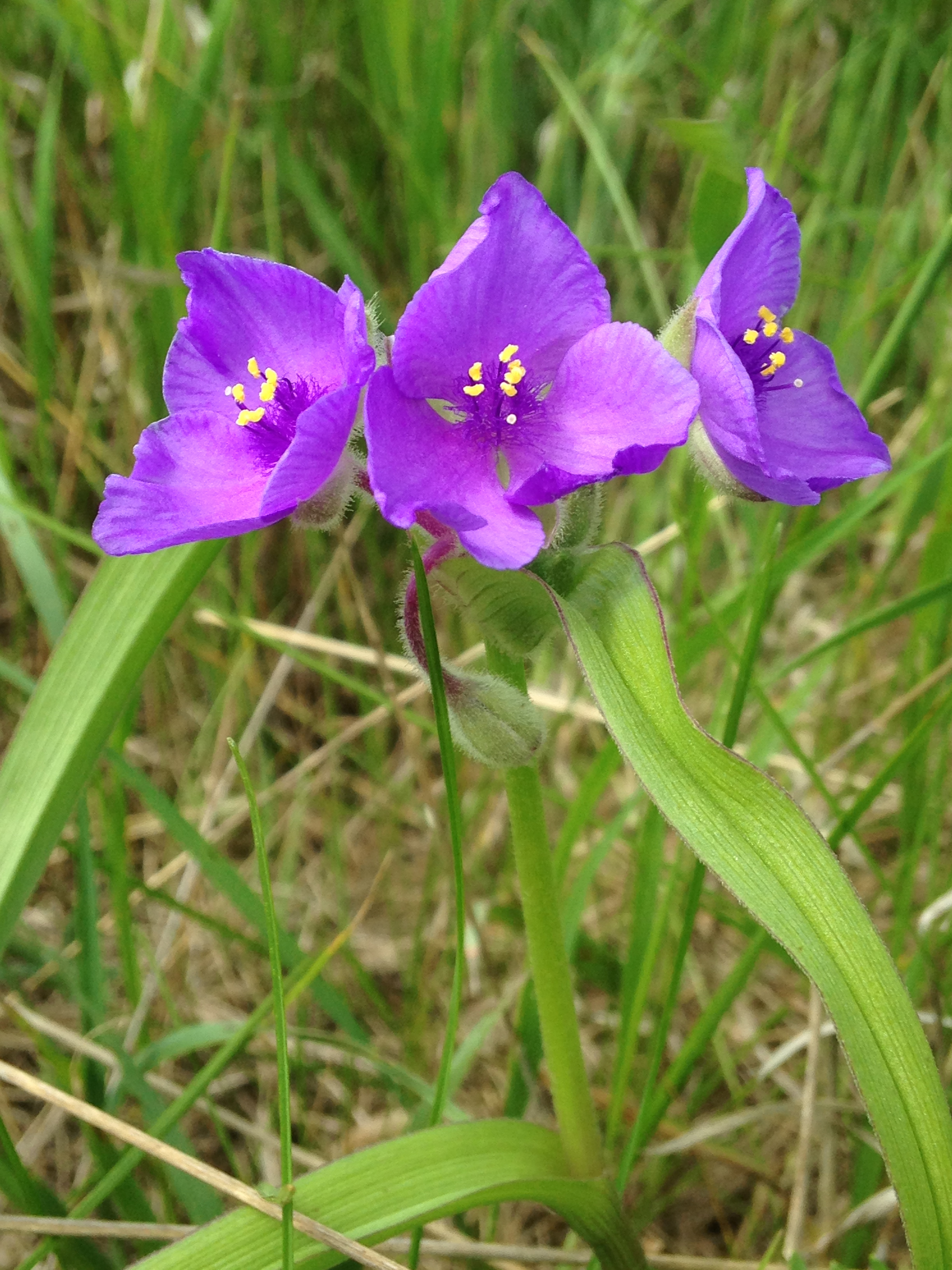
Forme violette.